# NN-6
La carretera NN-6 es una vía departamental secundaria ubicada en el municipio de El Realejo, departamento de Chinandega, en el occidente de Nicaragua. Su trazado conecta la zona urbana del municipio con el puerto fluvial sobre el estero que desemboca en el océano Pacífico.

## Trazado
La carretera recorre aproximadamente 8,42 kilómetros desde el centro del municipio de El Realejo hasta las instalaciones portuarias en la comunidad conocida como El Realejo.

## Estado
Fue mejorada y pavimentada durante el año 2012 como parte de los esfuerzos de conectividad vial en las zonas costeras del occidente del país.